# متلازمة كونرادي هونرمان
تعد متلازمة كونرادي هونرمان نوعًا نادرًا من خلل التنسج الغضروفي النقطي. وهو مرتبط بجين البروتين الملزم للإيموباميل  ويؤثر على واحد من كل 100.000 طفل واحد من كل 200000 طفل.

## العلامات والأعراض
قد تشمل العلامات والأعراض المحتملة:
- نقص النمو
- جسر أنفي منخفض
- وجه مسطح
- مسافة مائلة للأسفل بين الجفون
- إعتام عدسة العين
- ضيق الأطراف غير المتماثل
- تقصير أو تقلصات المفاصل
- الجنف المتكرر
- كثرة الحداب
- احمرار الجلد غير الطبيعي
- قشور سميكة على جلد الرضيع
- مسام الجلد الكبيرة
- قشاري الجلد
- شعر متناثر
- شعر خشن
- بقع الصلع / الثعلبة
- السماك

## علم الوراثة
متلازمة كونرادي هونرمان هي شكل من أشكال خلل التنسج الغضروفي ، وهي مجموعة من اضطراب جيني نادرة لتطور الهيكل العظمي التي تنطوي على تراكمات غير طبيعية لأملاح الكالسيوم داخل الأطراف النامية بالعظام الطويلة . عادة ما ترتبط متلازمة كونرادي هونرمان بنقص النمو الخفيف إلى المتوسط ، والتقصير غير المتناسب للعظام الطويلة ، خاصة تلك الموجودة في الذراعين وعظام الفخذ ، وقصر القامة ، و / أو انحناء العمود الفقري. في حالات نادرة ، قد يكون التخلف العقلي موجود أيضًا. بينما تشير الدلائل إلى أن متلازمة كونرادي هونرمان تحدث في الغالب في الإناث وعادة ما يتم توريثها كصفة سائدة مرتبطة بالكروموسوم X ، تم الإبلاغ أيضًا عن حالات نادرة تأثر فيها الذكور.
لقد أربكت العوامل الوراثية لمتلازمة كونرادي هونرمان علماء الوراثة وأطباء الأطفال وأطباء الأمراض الجلدية لبعض الوقت ، ولكن تم الآن حل عدد من السمات المحيرة لوراثة المتلازمة ، بما في ذلك حقيقة أن المرض ناجم عن طفرات في الجين ، وهذه الطفرات عبارة عن بدائل بسيطة أو عمليات حذف أو إدخال ، وبالتالي فهي ليست «غير مستقرة». لا يزال العلماء يحاولون فهم مكان حدوث الطفرة بالضبط حتى يتمكنوا من تصحيحها.

## تشخيص
اختبار مهم لتأكيد تشخيص متلازمة كونرادي هونرمان هو تقييم مستويات البلازما المرتفعة لمادة تعرف بالستيرولات. تؤدي الطفرات في جين البروتين الملزم للإيموباميل إلى تراكم الستيرولات في البلازما وبعض أنسجة الجسم. يتم قياس مستويات الستيرول عن طريق كروماتوغرافيا الغاز -قياس مطياف الكتلة . 

## تحري
يتم تقديم الفحص الجيني لمتلازمة كونرادي هونرمان عبر جين البروتين الملزم للإيموباميل من قبل العديد من مقدمي الخدمات. 

## علاج
يمكن أن يشمل العلاج عمليات لإطالة عظام الساق ، والتي تنطوي على العديد من الزيارات إلى المستشفى. يمكن علاج الأعراض الأخرى بالأدوية أو الجراحة. يمكن لمعظم النساء المصابات بالمتلازمة أن يعيشن حياة طويلة وطبيعية ، بينما يعيش الذكور في حالات نادرة فقط.

## تاريخ
تُعرف أيضًا باسم متلازمة هابيل ، نسبة للطبيب الألماني رودولف هابل (مواليد 1938) ، الذي كتب سلسلة من الأوراق حول المرض في عام 1976. تم تسمية اسم متلازمة كونرادي هونرمان على اسم إريك كونرادي (1882-1968) ، وكارل (كارل) هونرمان (1904-1978) كلاهما طبيبان ألمانيان.

## روابط خارجية
- GeneReviews/NCBI/NIH/UW entry on Chondrodysplasia Punctata 2, X-Linked, Conradi–Hünermann Syndrome, Happle Syndrome